# Microrregión de la Chapada del Apodi
La microrregión de Chapada do Apodi es una de las  microrregiones del estado brasileño del Río Grande del Norte perteneciente a la mesorregión  Oeste Potiguar. Su población fue estimada en 2006 por el IBGE en 72.048 habitantes y está dividida en cuatro municipios. Posee un área total de 4.095,443 km².

## Municipios
- Apodi
- Caraúbas
- Felipe Guerra
- Governador Dix-Sept Rosado

- Datos: Q2724570